# Isidoro Tarrés
Isidoro (en catalán Isidre) Tarrés Caubet es un exfutbolista español nacido en Oliana, Lérida el 10 de octubre de 1956.
Militó en el Burgos Club de Fútbol, club con el que debutó el 6 de noviembre de 1977 en un Burgos C.F. 2 - Rayo Vallecano 1. Jugó también en el Fútbol Club Barcelona, Agrupación Deportiva Almería, Real Murcia Club de Fútbol y, ya en segunda división, la  Unió Esportiva Lleida.

## Palmarés
| Título           | Club                  | Año  |
| ---------------- | --------------------- | ---- |
| Recopa de Europa | Fútbol Club Barcelona | 1979 |

## Equipos
| Club                           | País   | Año        |
| ------------------------------ | ------ | ---------- |
| Unió Esportiva Lleida          | España | 1974-1977  |
| Burgos Club de Fútbol          | España | 1977-1978  |
| Futbol Club Barcelona          | España | 1978-1979  |
| Agrupación Deportiva Almería   | España | 1979-1981  |
| Futbol Club Barcelona Atlético | España | 1981-1983  |
| Real Murcia Club de Fútbol     | España | 1983-1986  |
| Unió Esportiva Lleida          | España | 1986]-1988 |